# 珀杜山 (阿拉巴馬州)
珀杜山（英語：Perdue Hill）是一個位於美國阿拉巴馬州門羅縣的非建制地區。該地的面積和人口皆未知。

## 地理
珀杜山的座標為31°30′50″N 87°29′35″W / 31.51389°N 87.49306°W，而該地的平均海拔高度為117米（即384英尺）。